# Fermo (pokrajina)
Pokrajina Fermo (talijanski: Provincia di Fermo) je jedna od 110 talijanskih pokrajina u okviru regije Marche u Središnjoj Italiji. Glavni grad pokrajine i najveće gradsko naselje je istoimeni grad Fermo od 37 016 stanovnika.

## Zemljopisne karakteristike
Pokrajina Fermo prostire se od obala Jadranskog mora na istoku, do obronaka Apenina na zapadu.oko 8 km od Jadranskog mora leži i glavni grad Fermo, udaljen oko 70 km jugžno od Ancone. Provincija 
Fermo ima površinu od 860 km², u kojoj živi 174 857 stanovnika (2011. godine).

## Vanjske poveznice
- Službene stranice pokrajine Fermo